# 1959
1959 (MCMLIX) fue un año común comenzado en jueves según el calendario gregoriano.

## Acontecimientos

### Enero
- 1 de enero: triunfo de la Revolución cubana, el dictador marxista Fidel Castro toma el poder.[1]
- 2 de enero: la Unión Soviética lanza la sonda Luna 1, primer artefacto enviado a la Luna. Es el primer objeto terrícola que alcanza la velocidad de escape de la Tierra.
- 3 de enero: Alaska se convierte en el 49.º estado de Estados Unidos.
- 9 de enero: en el pueblo zamorano de Ribadelago (España) mueren 144 habitantes al reventar una presa del Embalse de Vega de Tera.
- 11 de enero: las fuerzas de Vietnam del Norte penetran en Laos.
- 12 de enero: Masacre de la Loma de San Juan en Cuba.
- 14 de enero: en Buenos Aires, el presidente Arturo Frondizi privatiza el Frigorífico Municipal Lisandro de la Torre. Sus empleados comenzarán una huelga. Los obreros fueron reprimidos con 1500 efectivos policiales, Gendarmería y el Ejército, con el apoyo de cuatro tanques de guerra, uno de ellos destruyó las puertas del frigorífico.[2]
- 15 de enero: el presidente Frondizi (de Argentina) visita Estados Unidos, donde es muy bien recibido. Fue la primera vez en la historia que un presidente de Argentina visitaba dicho país.[3]
- 17 de enero: en Buenos Aires, en la madrugada, el presidente Arturo Frondizi envía al Ejército a reprimir a los miles de huelguistas. Tanques de guerra derriban los portones. Son echados 5000 obreros.[4]
- 22 de enero: en una calle de Guildford, (Inglaterra) fallece en accidente de tránsito el expiloto británico Mike Hawthorn.
- 25 de enero: en la Ciudad del Vaticano, el papa Juan XXIII anuncia la celebración del Concilio Vaticano II.

### Febrero
- 1-2 de febrero: en el paso Diatlov, cerca de los montes Urales (Rusia) mueren nueve excursionistas.
- 2 de febrero: en la India, Indira Gandhi ―primera hija del primer ministro Jawaharlal Nehru― es nombrada presidenta del Partido del Congreso Indio.
- 2 de febrero: en Cuba, lanchas piratas provenientes de Estados Unidos comienzan los ataques terroristas contra costas cubanas, que perdurarán varios años.
- 3 de febrero: Buddy Holly, Ritchie Valens y The Big Bopper mueren al estrellarse el avión en el que viajaban.
- 4 de febrero: tras una retención por la fuerza y enérgicas protestas de Estados Unidos, es liberado un convoy del ejército estadounidense, interceptado por un puesto de control fronterizo soviético en Berlín Oriental.
- 13 de febrero: en Venezuela asume la presidencia Rómulo Betancourt para el período constitucional 1959-1964.
- 13 de febrero: en Honduras fracasa un golpe militar.
- 13 de febrero: en Madrid, la dictadura franquista dicta pena de muerte contra el delincuente José Manuel Jarabo, acusado del asesinato de cuatro personas.
- 13 de febrero: inicia el Juicio de los aviadores en Cuba.
- 13 de febrero al 3 de marzo: en las provincias de Matanzas y Camagüey (Cuba), individuos vinculados a la recién derrocada dictadura de Fulgencio Batista incendian plantaciones de caña de azúcar.[5]
- 17 de febrero: Estados Unidos lanza el satélite Vanguard II, que realizará misiones de observación meteorológica.
- 19 de febrero: el Reino Unido garantiza a Chipre su independencia, que será proclamada formalmente el 16 de agosto de 1960.
- 23 de febrero: se produce la primera reunión del Tribunal Europeo de Derechos Humanos.
- 23 de febrero: en España, Landelino Lavilla Alsina obtiene el número uno en las oposiciones a letrados del Consejo de Estado de España.
- 28 de febrero: en República Dominicana se inaugura la segunda televisora (y la primera de propiedad privada) del país, denominada Radio HIN Televisión (Rahintel).

### Marzo
- 1 de marzo: el arzobispo Makarios, luchador por la independencia de Chipre, retorna al país después de 3 años de destierro.
- 2 de marzo: inicio de la construcción de la Opera de Sídney (Australia)
- 2 de marzo: en la Ciudad de México se inaugura la estación de televisión Canal Once.
- 3 de marzo: Estados Unidos pone el primer satélite en órbita alrededor del Sol.
- 7 de marzo: en Argentina comienza la 26.ª (vigesimosexta) edición de la Copa América.
- 9 de marzo: en Estados Unidos sale a la venta la primera muñeca Barbie.
- 10 de marzo: tras una rebelión en el Tíbet, este es invadido por el ejército chino.

### Abril
- 1 de abril: en España, el dictador Francisco Franco inaugura el monumento del Valle de los Caídos.
- 1 de abril: en la ciudad de Nueva York, un ataque terrorista perpetrado por agentes cubanos posiblemente organizados por la CIA (Agencia Central de Inteligencia estadounidense) produce daños materiales en el consulado cubano.[5]
- 2 de abril: en Ciudad del Vaticano, el papa Juan XXIII ratifica la condena de las alianzas entre comunistas y católicos.
- 2 de abril: en Bolivia se declaran en huelga 10 000 mineros.
- 4 de abril: en Buenos Aires (Argentina) finaliza la Copa América y Argentina gana su 12.º título.
- 10 de abril: Japón, Boda Imperial del Príncipe Akihito y la Princesa Michiko
- 12 de abril: en la ciudad de Matanzas (Cuba), grupos armados anticastristas asaltan un local municipal del Ministerio de Educación y destruyen materiales y documentos.[5]
- 15 de abril: en el Aeropuerto Internacional José Martí de La Habana, cuatro antiguos miembros del Ejército del dictador Fulgencio Batista secuestran un avión C-46 de Aerovías Q con 3 tripulantes y 19 pasajeros y se fugan a la ciudad de Miami (Florida). El Gobierno estadounidense les brinda asilo político, pero devuelve el avión a Cuba (en las siguientes ocasiones ya no devolverá el avión).[6]
- 16 de abril: en Cuba, exmilitares de la dictadura de Fulgencio Batista secuestra hacia Miami (Florida), un avión de pasajeros DC-3 que realizaba viajes desde Isla de Pinos a La Habana. El Gobierno de Estados Unidos les otorga asilo político, pero no devuelve el avión a Cuba.[5]
- 17 de abril: en La Habana, el Consejo de Ministros decreta el uso público de todas las playas y balnearios de Cuba.
- 19 de abril: se inicia la invasión cubana a Panamá.
- 20 de abril: en Uruguay, la mayor inundación registrada en ese país provoca el desborde de la represa Rincón del Bonete.
- 25 de abril: en Cuba es secuestrado un avión de pasajeros tipo Viscount DC-3, matrícula CUT-605, y obligado a aterrizar en Miami. El avión realizaba un viaje comercial de La Habana a Isla de Pinos. El Gobierno estadounidense devuelve a los rehenes, pero no el avión.[5]

### Mayo
- 1 de mayo: en La Habana se inaugura la inmensa plaza de la Revolución, donde Fidel Castro dará conferencias ante centenares de miles de cubanos.
- 4 de mayo: en la península de Kamchatka se registra un fuerte terremoto de 8,3 que provoca un tsunami.
- 17 de mayo: en Cuba, el Gobierno revolucionario firma la Primera Ley de Reforma Agraria.

### Junio
- 3 de junio: en la ciudad de Stuttgart (Alemania), el Real Madrid derrota 2-0 al Stade de Reims y obtiene su cuarto título consecutivo de la Liga de Campeones de la UEFA.
- 14 de junio: en la República Dominicana, aterriza en la pista de Constanza un avión con 54 combatientes contra el régimen de Rafael Leónidas Trujillo, que dan inicio al fin de la dictadura y quienes posteriormente serán conocidos como La Raza Inmortal.
- 20 de junio: en la República Dominicana, arriban a las costas de Maimón y Estero Hondo los 144 expedicionarios restantes de La Raza Inmortal.
- 24 de junio: en Buenos Aires (Argentina) el presidente Arturo Frondizi convoca como ministro de Economía a Álvaro Alsogaray quien fue el encargado de la reciente dictadura militar autodenominada Revolución «Libertadora» Decreta una política de ajuste y emite la famosa frase «Hay que pasar el invierno»[7]

### Julio
- 4 de julio: en La Habana (Cuba) se funda la Casa de las Américas.
- 14 de julio: en San Cugat del Vallés (Cataluña) se funda TVE Catalunya.
- 17 de julio: en Cuba, Manuel Urrutia Lleó renuncia como presidente de la República por diferencias con Fidel Castro y es reemplazado con Osvaldo Dorticós Torrado.
- 31 de julio: en España se forma la banda terrorista ETA.

### Agosto
- 1 de agosto: en el circuito AVUS fallece en accidente el piloto francés Jean Behra.
- 10 de agosto: en la ciudad de Quito (Ecuador) inicia la televisión.
- 15 de agosto: en Taiwán, un terremoto de 7,1 deja 17 muertos.
- 17 de agosto: en el estado de Montana un terremoto de 7,2 causa un gran deslizamiento de tierra que deja 28 fallecidos y 11 millones de dólares en daños.
- 21 de agosto: Hawái se convierte en el estado n.º 50 de Estados Unidos.
- 21 de agosto: Canal 13 (Chile) empieza sus transmisiones.
- 26 de agosto: en la ciudad mexicana de Coatzacoalcos se registra un terremoto de 6,4 que deja 25 fallecidos y 200 heridos.

### Septiembre
- 1 de septiembre: en Asunción (Paraguay) muere asesinado el locutor de radio y bailarín Bernardo Aranda en el marco de un crimen homofóbico. La dictadura de Alfredo Stroessner produce una lista de 108 homosexuales conocidos y los encarcela como sospechosos. (Hasta la actualidad, en Paraguay a los homosexuales varones se les llama «108»).
- 15 de septiembre: en Honduras se realiza la primera transmisión de televisión con los desfiles conmemorativos a la independencia patria, transmitiendo para aproximadamente 25 telerreceptores instalados en vitrinas de los principales comercios de la capital, Tegucigalpa.
- 28 de septiembre: fallece de enfermedad ósea el expiloto alemán Rudolf Caracciola.

### Octubre
- 4 de octubre: La Unión Soviética lanza la nave Luna 3, que envía las primeras fotografías de la cara oculta de la Luna 7 de octubre.
- 14 de octubre: se crea en Argentina la Universidad Tecnológica Nacional, hecha a través de la sanción de la Ley 14.855 del 14 de octubre de 1959 que le dio su nueva autonomía.[8]
- 16 de octubre: en Perú se crea Panamericana Televisión.
- 19 de octubre: en las islas Canarias, la dictadura franquista ejecuta a Juan García Suárez, el Corredera.
- 20 de octubre: Asunto de Huber Matos en Cuba.
- 27 de octubre: en el estado de Colima (México), un huracán categoría 5 toca tierra cerca de Manzanillo, matando a 1800 personas en la región (Huracán de México de 1959). Desparecerá en el centro de México el 29 de octubre.

### Noviembre
- 20 de noviembre: 
  - en Nueva York (Estados Unidos) la Asamblea General de las Naciones Unidas presenta la Declaración de los Derechos del Niño.
  - fallece el expresidente colombiano Alfonso López Pumarejo.

### Diciembre
- 1 de diciembre: en Washington (Estados Unidos) se firma el Tratado Antártico.
- 5 de diciembre: en Ecuador, por primera vez en un mismo año se juegan dos ediciones de Copa América y comienza la 27.ª edición de Copa América.
- 6 de diciembre: en Nápoles (Italia), se inaugura el Estadio San Paolo.
- 10 de diciembre: en Bogotá (Colombia) se inaugura el Aeropuerto El Dorado, el más grande de ese país.
- 12 de diciembre: el cantante ecuatoriano Julio Jaramillo debuta en la televisión ecuatoriana.
- 12 de diciembre: se crea el Banco Interamericano de Desarrollo.
- 23 de diciembre: en la aldea cubana de Casiseis (provincia de Guantánamo) los rrebeldes Olegario Charlot Pileta y Carlos Caraballo Guzmán miembros del grupo anticastrista Rosa Blanca asaltan el hogar de Luis Lestapí-Boulí (jefe de las Patrullas Campesinas) y su esposa, una pareja de maestros de la Campaña Nacional de Alfabetización, que resultan gravemente heridos.[9]
- 24 de diciembre: en la provincia de Santiago del Estero (Argentina), un comando armado de Uturuncos asalta la comisaría de la localidad de Frías.
- 25 de diciembre: en Guayaquil (Ecuador) finaliza la Copa América y Uruguay es campeón por décima vez de la Copa América.
- 25 de diciembre: en Indonesia comienza la dictadura de Sukarno.

## Nacimientos

### Enero
- 1 de enero: 
  - Michel Onfray, filósofo francés.
  - Panagiotis Giannakis, jugador y entrenador de baloncesto griego.
- 3 de enero: 
  - Rafael Arráiz Lucca escritor venezolano.
  - Paloma Domingo García, científica española especializada en Astrofísica.
- 4 de enero: Yoshitomo Nara, artista japonés.
- 5 de enero: Clancy Brown, actor de doblaje estadounidense.
- 7 de enero: Dilian Francisca Toro, política y médica colombiana.
- 8 de enero: Paul Hester, músico australiano (f. 2005).
- 9 de enero: 
  - Rigoberta Menchú, líder indígena guatemalteca, premio nobel de la paz en 1992.
  - Julio Sánchez Cristo, periodista y locutor colombiano.
- 12 de enero: Per Gessle, músico sueco, cantante y fundador del dúo Roxette
- 16 de enero: Sade Adu, más conocida como Sade, cantante y compositora británico-nigeriana.
- 17 de enero: Susanna Hoffs, vocalista y guitarrista del grupo de rock The Bangles.
- 20 de enero: Rodrigo Londoño, exguerrillero y político colombiano.
- 22 de enero: Linda Blair, actriz estadounidense.
- 24 de enero: Michel Preud'homme, entrenador y futbolista belga.
- 31 de enero: 
  - Pedro Sevilla, poeta y novelista español.
  - Anthony LaPaglia, actor australiano.

### Febrero
- 3 de febrero: Óscar Iván Zuluaga, político colombiano.
- 4 de febrero: 
  - Juan Manuel López Iturriaga, jugador de baloncesto español.
  - Raquel Morell, actriz mexicana.
- 5 de febrero: 
  - Jennifer Granholm, abogada y política canado-estadounidense.
  - Francisco, cantante español.
- 8 de febrero: Mauricio Macri, empresario y expresidente argentino.
- 9 de febrero: 
  - Guy Ecker, actor brasileño-estadounidense.
  - Rebeca Manríquez, actriz mexicana.
- 11 de febrero: 
  - David López-Zubero, nadador hispano-estadounidense.
  - Isabel Salomón, actriz, modelo y vedette argentina (f. 2013).
- 14 de febrero: Renée Fleming, soprano estadounidense.
- 16 de febrero: John McEnroe, tenista estadounidense.
- 19 de febrero: Helen Fielding, escritora británica.
- 21 de febrero: José María Cano, cantante, compositor y productor español, de la banda Mecano.
- 24 de febrero: Beth Broderick, actriz estadounidense.
- 25 de febrero: Luis Manuel Molina de Varona, músico cubano.
- 27 de febrero: Geir Botnen, pianista noruego.

### Marzo
- 1 de marzo: Nick Griffin, político británico.
- 3 de marzo: Fabiana Cantilo, cantante y compositora argentina.
- 6 de marzo: Tom Arnold, actor y comediante estadounidense.
- 8 de marzo: Aidan Quinn, actor estadounidense.
- 11 de marzo: Dejan Stojanović, poeta escritor, ensayista y periodista serbio-estadounidense.
- 12 de marzo: Gregorio Eljach, abogado y político colombiano.
- 13 de marzo: 
  - Kathy Hilton, diseñadora de modas y actriz estadounidense.
  - Íñigo Liceranzu, futbolista español.
  - Nancy Soderberg, abogada, asesora y lobista estadounidense.
- 14 de marzo: Tamara Tunie, actriz estadounidense.
- 15 de marzo: 
  - Mattis Hætta, cantante noruego (f. 2022).
  - Isabel San Sebastián, periodista española.
  - Ben Okri, escritor nigeriano.
  - Héctor Vargas, futbolista y entrenador argentino.
  - Renny Harlin, director de cine finlandés.
- 16 de marzo: 
  - Flavor Flav (William Jonathan Drayton Jr.), cantante y actor estadounidense.
  - Jens Stoltenberg, político noruego.
- 17 de marzo: Danny Ainge, baloncestista y entrenador estadounidense.
- 18 de marzo: 
  - Byron Pérez, futbolista y entrenador guatemalteco.
  - Irene Cara, actriz y cantante estadounidense (f. 2022).
- 22 de marzo: 
  - Matthew Modine, actor estadounidense.
  - Alejo Stivel, cantante y productor argentino.
- 23 de marzo: Kazue Ikura, actriz de voz japonesa.
- 28 de marzo: Laura Chinchilla, expresidenta costarricense.
- 30 de marzo: Diana Uribe, historiadora y filósofa colombiana.
- 31 de marzo: Markus Hediger, poeta y traductor suizo.

### Abril
- 1 de abril: Kendon Macdonald, chef británico (f. 2008).
- 2 de abril: Alberto Fernández, abogado y político argentino, presidente de Argentina desde 2019.
- 3 de abril: David Hyde Pierce, actor estadounidense.
- 6 de abril: 
  - Isabel Alba Rico, escritora, guionista y fotógrafa española.
  - Emma Vilarasau, actriz española.
- 7 de abril: Chingiz Abdullayev, escritor azerbaiyano.
- 10 de abril: Brian Setzer, músico estadounidense, de la banda Stray Cats.
- 11 de abril: Ana María Polo, abogada y conductora cubana.
- 13 de abril: 
  - Carlus Padrissa, director de escena español, uno de los seis de La Fura dels Baus.
  - Blanca Rodríguez, periodista uruguaya.
  - Rodrigo Uprimny, jurista colombiano.
- 15 de abril: 
  - Emma Thompson, actriz británica.
  - Thomas F. Wilson, actor, comediante y músico estadounidense.
- 16 de abril: Emilio Aragón, actor, músico y empresario español.
- 17 de abril: Sean Bean, actor británico.
- 21 de abril: Robert Smith, músico británico, de la banda The Cure.
- 22 de abril: Rufi Etxeberria, político español.
- 23 de abril: Dan Frischman, actor estadounidense.
- 24 de abril: Alberto Carrasquilla, economista y político colombiano.
- 28 de abril: Erhard Loretan, montañero suizo (f. 2011).
- 29 de abril: Sandra Russo, periodista y escritora argentina.
- 30 de abril: Stephen Harper, primer ministro canadiense.

### Mayo
- 2 de mayo: Zoé Valdés, escritora cubana nacionalizada española.
- 4 de mayo: 
  - Inger Nilsson, actriz sueca.
  - Randy Travis, actor y cantante estadounidense.
- 6 de mayo: Julia Otero, periodista española.
- 9 de mayo: 
  - Christian Bach, actriz mexicana de origen argentino (f. 2019).
  - Cristina Tejedor, actriz argentina.
  - Dis Berlín, pintor, escultor y fotógrafo español.
  - Miguel Ángel Gambier, futbolista argentino (f. 2016).
- 12 de mayo: Carlos Nelson Pinto Sepúlveda, periodista, guionista y escritor chileno (f. 1959).
- 13 de mayo: Willie González, cantante puertorriqueño.
- 14 de mayo: Patrick Bruel, cantante francés.
- 15 de mayo: 
  - Andrew Eldritch, cantante y compositor británico, de la banda The Sisters Of Mercy.
  - Luis Pérez-Sala, piloto español de automovilismo.
- 16 de mayo: 
  - Cynthia del Águila, docente y política guatemalteca.
  - Roberto Piazza, diseñador argentino.
  - Mare Winningham, actriz estadounidense.
  - Ofelia Cano, actriz mexicana de televisión.
- 21 de mayo: Adriana Ozores actriz española.
- 22 de mayo: Morrissey (Steven Patrick Morrissey), cantante y compositor británico, de la banda The Smiths.
- 23 de mayo: Ryuta Kawashima, neurólogo japonés.
- 29 de mayo: 
  - Maribel Guardia, actriz, cantante y presentadora costarricense nacionalizada mexicana.
  - Rupert Everett, actor británico.
- 31 de mayo: Andrea de Cesaris, piloto italiano de automovilismo (f. 2014).

### Junio
- 1 de junio: 
  - Alan Wilder, tecladista y arreglista británico, de la banda Depeche Mode.
  - Martin Brundle, piloto británico de automovilismo.
- 4 de junio: Vasco da Costa, activista venezolano.
- 7 de junio: Tracey Adams, actriz porno estadounidense.
- 10 de junio: 
  - Joseba Álvarez, político español.
  - Carlo Ancelotti, futbolista y entrenador italiano.
  - Víctor Cámara, actor venezolano.
- 11 de junio: Hugh Laurie, actor y músico británico.
- 16 de junio: Ultimate Warrior, exluchador profesional estadounidense (f. 2014).
- 19 de junio: 
  - Anne Hidalgo, política francesa nacida en España, alcalde de París.
  - Christian Wulff, expresidente alemán.
  - Óscar Suárez Mira, abogado y político colombiano.
- 20 de junio: Alexandra Etherington, noble inglesa.
- 22 de junio: 
  - Tristán Bauer, cineasta y político argentino.
  - Nicola Sirkis, músico francés, de la banda Indochine.
  - Ed Viesturs, alpinista estadounidense.
- 24 de junio: Celia Sánchez-Ramos, farmacéutica e investigadora española.
- 30 de junio: 
  - Vincent D'Onofrio, actor estadounidense.
  - Victor Wagner, actor brasileño.

### Julio
- 2 de julio: Eduardo Bengoechea, tenista argentino.
- 4 de julio: Victoria Abril, actriz española.
- 7 de julio: 
  - Billy Campbell, actor estadounidense.
  - Alessandro Nannini, piloto de automovilismo italiano.
- 9 de julio: 
  - Juan José Aizcorbe, abogado, político y administrador concursal español.
  - Kevin Nash, luchador profesional estadounidense.
- 11 de julio: 
  - Tobias Moretti, actor austriaco.
  - Richie Sambora, guitarrista estadounidense, de la banda Bon Jovi.
  - Suzanne Vega, cantante estadounidense.
- 12 de julio: Tupou VI, rey de Tonga.
- 13 de julio:
  - Carla Antonelli, actriz, política y activista por los derechos LGTBI española.
  - José Luis Fernández, bajista, guitarrista, cantante, profesor y compositor de rock argentino.
- 14 de julio: Wilmer Barrientos, general venezolano.
- 16 de julio: Ángeles Caso, escritora española.
- 17 de julio: Baltazar María de Mórais Junior, futbolista brasileño.
- 19 de julio: Juan José Campanella, cineasta argentino.
- 20 de julio: Giovanna Amati, piloto de automovilismo italiana.
- 23 de julio: Pedro Aznar, músico argentino.
- 26 de julio: Kevin Spacey, actor y director estadounidense.
- 29 de julio: 
  - Gilda Buttà, pianista italiana.
  - Ruud Janssen, artista neerlandés.
  - John Sykes, guitarrista británico, de las bandas Thin Lizzy y Whitesnake.
- 30 de julio: Pablo Mieres, sociólogo y político uruguayo.

### Agosto
- 3 de agosto: John C. McGinley, actor estadounidense.
- 5 de agosto: 
  - Pat Smear, guitarrista de la banda Foo Fighters.
  - Pete Burns, cantante británico, líder de la banda Dead Or Alive.
- 10 de agosto: Rosanna Arquette actriz estadounidense.
- 11 de agosto: 
  - Gustavo Cerati, cantautor y guitarrista argentino, de la banda Soda Stereo (f. 2014).
  - Fernando García Calderón, escritor español.
- 14 de agosto: 
  - Magic Johnson, exjugador de baloncesto estadounidense.
  - Alberto Valdiri, actor colombiano (f. 2014).
- 15 de agosto: Fabio Restrepo, actor colombiano (f. 2022).
- 17 de agosto: 
  - Jonathan Franzen, escritor estadounidense.
  - David Koresh, líder religioso estadounidense (f. 1993).
  - Rafael Menjívar Ochoa, escritor, periodista, traductor salvadoreño (f. 2011).
- 23 de agosto: Edwyn Collins, cantante escocés.
- 24 de agosto: Linda Henry, actriz inglesa.
- 26 de agosto: Oscar López Goldaracena, político, abogado y escritor uruguayo.
- 27 de agosto: 
  - Daniela Romo, actriz, cantante y presentadora mexicana.
  - Jeanette Winterson, escritora británica.
  - Gerhard Berger, piloto de automovilismo austriaco.
- 28 de agosto: Héctor M. Collado, escritor panameño.
- 29 de agosto: Eddi Reader, cantante escocesa.

### Septiembre
- 8 de septiembre: Kerry Kennedy, activista y escritora estadounidense.
- 14 de septiembre: Morten Harket, cantante noruego, fundador de la banda noruega a-ha.
- 18 de septiembre: Luis Bedoya Giraldo, exdirigente deportivo colombiano.
- 19 de septiembre: 
  - Karmelo C. Iribarren, poeta español.
  - Marco Tulio Medina,  médico neurólogo, científico hondureño.
- 21 de septiembre: 
  - Dave Coulier, actor estadounidense.
  - Orlando Sierra Hernández, escritor, filósofo y periodista colombiano (f. 2002).
- 22 de septiembre: David Bawden, conclavista estadounidense (f. 2022)
- 23 de septiembre: Jason Alexander, actor estadounidense.
- 24 de septiembre: Ana Mato, política española.
- 28 de septiembre: Margarita del Val, química, viróloga e inmunóloga española.
- 29 de septiembre: Dagmar Hagelin, joven argentina-sueca, torturada y asesinada durante la dictadura de Videla.
- 30 de septiembre: Francisco Javier Toledo, futbolista hondureño.

### Octubre
- 1 de octubre: Zeta Bosio, músico argentino, de la banda Soda Stéreo.
- 3 de octubre: Carmen Russo, actriz, bailarina y vedette italiana.
- 3 de octubre: Ricardo Valencia, montañista español (f. 2007).
- 4 de octubre: Chris Lowe, tecladista británico, del dúo Pet Shop Boys.
- 5 de octubre: Ernesto Laguardia, actor y presentador mexicano.
- 7 de octubre: Lourdes Flores Nano, política peruana.
- 9 de octubre: Boris Nemtsov, político ruso (f. 2015).
- 10 de octubre: Marcelo Ebrard, político mexicano.
- 10 de octubre: Kirsty MacColl, cantante británica (f. 2000).
- 11 de octubre: Majed Abdullah, futbolista árabe.
- 13 de octubre: Massimo Bonini, futbolista sanmarinense.
- 13 de octubre: Marie Osmond, actriz y cantante estadounidense.
- 13 de octubre: Denny Tamaki, político japonés.
- 13 de octubre: Atilio Veronelli, comediante, actor y director teatral argentino (f. 2025).
- 15 de octubre: Sarah Ferguson, aristócrata británica.
- 17 de octubre: Mustafa Aberchán, político español.
- 17 de octubre: Howard Alden, guitarrista estadounidense.
- 17 de octubre: Francisco Flores, político salvadoreño.
- 17 de octubre: Eugenio Hernández Flores, político mexicano.
- 18 de octubre: Mauricio Funes, periodista y político salvadoreño.
- 20 de octubre: Rosario Pardo, actriz y humorista española.
- 21 de octubre: Ken Watanabe, actor japonés
- 22 de octubre: Pedro Barthe, periodista español.
- 22 de octubre: Roberto Navarro, periodista económico argentino.
- 23 de octubre: Sam Raimi, cineasta estadounidense.
- 23 de octubre: Weird Al Yankovic, cantante y parodista estadounidense.
- 25 de octubre: Ignacio Copani, cantautor argentino.
- 25 de octubre: Iván Villazón, cantante colombiano de música vallenata.
- 26 de octubre: Evo Morales, activista, político y sindicalista boliviano, presidente de Bolivia entre 2006 y 2019.
- 28 de octubre: Víctor Luna, futbolista y entrenador de fútbol colombiano (f. 2024).
- 30 de octubre: Marc Alexandre, yudoca francés.

### Noviembre
- 2 de noviembre: 
  - Saïd Aouita, atleta marroquí.
  - Zaide Silvia Gutiérrez, actriz mexicana.
- 4 de noviembre: César Évora, actor cubano-mexicano.
- 5 de noviembre: Bryan Adams, músico canadiense.
- 6 de noviembre: 
  - Gustavo Nocetti, cantante de tangos uruguayo (f. 2002).
  - Nobuo Tobita, actor de voz japonés.
- 7 de noviembre: Alexandre Guimarães, exfutbolista y entrenador brasileño de nacionalidad costarricense.
- 8 de noviembre: Gustavo Sylvestre, periodista argentino.
- 12 de noviembre: 
  - Leonardo Padrón, escritor, guionista, locutor, periodista y productor de televisión venezolano.
  - Ernest Benach, político español.
- 13 de noviembre: Antonio Tapia, entrenador de fútbol español.
- 14 de noviembre: Hilda Abrahamz, actriz y modelo venezolana.
- 20 de noviembre: Sean Young, actriz estadounidense.
- 21 de noviembre: Naoko Watanabe, seiyū japonesa.
- 23 de noviembre: 
  - Luis Fernando Ramírez, contador público y político colombiano.
  - Dominique Dunne, actriz estadounidense (f. 1982).
- 25 de noviembre: Charles Kennedy, político británico.

### Diciembre
- 1 de diciembre: Billy Childish, pintor y poeta británico.
- 6 de diciembre: Epi (Juan Antonio San Epifanio), jugador de baloncesto español.
- 8 de diciembre: 
  - Fernando Olvera, músico y cantante mexicano, de la banda Maná.
  - Barbara Buchholz, música alemana (f. 2012).
  - Américo de Grazia, político venezolano.
  - Gabriel Jaime Gómez, futbolista y entrenador de fútbol colombiano.
- 9 de diciembre: José Luis Ábalos, político español.
- 10 de diciembre: Mark Aguirre, jugador de baloncesto estadounidense.
- 13 de diciembre: Gabriela Roel, actriz mexicana.
- 14 de diciembre: Debbie Lee Carrington, actriz estadounidense (f. 2018).
- 17 de diciembre: Gregg Araki, cineasta estadounidense.
- 18 de diciembre: María Escario, periodista y presentadora de televisión española.
- 21 de diciembre: Florence Griffith Joyner, atleta profesional con el récord mundial de los 100 metros lisos.
- 22 de diciembre: Bernd Schuster, futbolista y entrenador alemán.
- 23 de diciembre: 
  - Luis Fernando Suárez, futbolista y entrenador de fútbol colombiano.
  - Camilo Ospina, abogado, diplomático y político colombiano.
- 25 de diciembre: Michael P. Anderson, militar y astronauta estadounidense (f. 2003).
- 26 de diciembre: 
  - Mariano Barroso, cineasta español.
  - Ramón Langa, actor español.
  - Lilita Carrió, política argentina.
  - Glenna Cabello, politóloga venezolana
  - Kōji Morimoto, animador y cineasta japonés.
  - Luis Eduardo Motoa, actor colombiano.
- 28 de diciembre: Ana Torroja, cantante española, de la banda Mecano y solista.
- 29 de diciembre: 
  - Marco Antonio Solís, cantautor mexicano, de la banda Los Bukis y solista.
  - Patricia Clarkson, actriz estadounidense.
- 30 de diciembre: Tracey Ullman, actriz y presentadora británica.
- 31 de diciembre: 
  - Val Kilmer, actor estadounidense.
  - Baron Waqa, presidente de Nauru.

### Fechas desconocidas
- Santiago Aguilar Alvear, cineasta y guionista español.
- Jesús Aguilarte, político venezolano (f. 2012).
- Eija-Liisa Ahtila, fotógrafa finlandesa.
- Abdallah al-Thani, jeque catarí, primer ministro entre 1996 y 2007.
- Yolanda Becerra (Barrancabermeja), activista feminista y pacifista colombiana fundadora y Directora Nacional de la Organización Femenina Popular (OFP).
- Kandia Kouyaté, cantante e instrumentista maliense.
- Comandanta Ramona, militar mexicana, representante del Ejército Zapatista (f. 2006).
- Raúl Ruso Schmidt, futbolista, director técnico y entrenador argentino.
- Darya von Berner, artista multidisciplinar mexicana.

## Fallecimientos
- 16 de enero: Eduardo Braun-Menéndez (56), fisiólogo argentino nacido en Chile (n. 1903); accidente aéreo en Mar del Plata, en que falleció también su hija.
- 19 de eneroː Consuelo Álvarez Pool, Violeta, telegrafista, periodista, escritora, traductora española (n. 1867).
- 3 de febrero: en un accidente aéreo fallecen los músicos de rock Buddy Holly, Ritchie Valens y The Big Bopper.
- 12 de febrero: George Antheil, músico estadounidense.
- 15 de febrero: Owen Willans Richardson, físico británico, premio Nobel de Física en 1928.
- 23 de febrero: Luis Palés Matos, poeta puertorriqueño.
- 3 de marzo: Lou Costello, actor estadounidense.
- 16 de marzo: António Botto, poeta portugués.
- 8 de abril: Luis Alberto de Herrera, político uruguayo.
- 9 de abril: Frank Lloyd Wright, arquitecto estadounidense (n. 1867).
- 12 de abril: Primo Mazzolari, sacerdote italiano (n. 1890).
- 18 de abril: Wilhelm Nestle, filólogo clásico alemán (n. 1865).
- 29 de abril: Joaquín Blume, gimnasta español.
- 5 de mayo: Carlos Saavedra Lamas, político y jurista argentino, premio Nobel de la Paz en 1936.
- 14 de mayo: Sidney Bechet, músico estadounidense (n. 1897).
- 17 de mayo: Jerry Unser, piloto estadounidense de automovilismo (n. 1932).
- 20 de mayo: Alfred Schütz, filósofo y sociólogo austriaco (n. 1899)
- 30 de mayo: Raúl Scalabrini Ortiz, historiador, poeta, escritor y periodista argentino (n. 1898).
- 4 de junio: Charles Vidor, cineasta estadounidense de origen húngaro.
- 7 de junio: Emilia de Sousa Costa, escritora y feminista portuguesa (n. 1877).
- 8 de junio: Leslie Johnson, piloto de automovilismo británico (n. 1912).
- 9 de junio: Adolf Windaus, químico alemán, premio Nobel de Química en 1928.
- 23 de junio: Boris Vian, escritor, cantante y músico francés.
- 24 de junio: Alfredo Mario Ferreiro, escritor uruguayo.
- 30 de junio: Agustín de Foxá, escritor, periodista y diplomático español.
- 30 de junio: José Vasconcelos, abogado y filósofo mexicano (n. 1882).
- 6 de julio: George Grosz, pintor alemán
- 26 de julio: Manuel Altolaguirre, poeta español.
- 1 de agosto: Jean Behra, piloto francés de automovilismo (n. 1921).
- 1 de agosto: Ivor Bueb, piloto de automovilismo británico (n. 1923).
- 8 de agosto: Luigi Sturzo, sacerdote y político italiano.
- 28 de agosto: Bohuslav Martinů, compositor checo.
- 16 de octubre: George Marshall, militar y diplomático estadounidense (n. 1880).
- 26 de octubre: Januarius Kyunosuke Hayasaka, obispo católico japonés (n. 1883).
- 28 de octubre: Camilo Cienfuegos, revolucionario cubano.
- 2 de noviembre: Víctor Guardia Quirós, abogado y escritor costarricense.
- 15 de noviembre: Charles Thomson Rees Wilson, físico británico, premio Nobel de Física en 1927.
- 16 de noviembre: Florencio Molina Campos, pintor y dibujante argentino.
- 19 de diciembre: Carlos María Princivalle, escritor, dramaturgo y periodista uruguayo (n. 1887).
- 20 de diciembre: Antonia Maymón, pedagoga racionalista y naturista (n. 1881).
- 24 de diciembre: Edmund Goulding, cineasta británico.
- 26 de diciembre: Pierre de Gaulle, político francés.
- 28 de diciembre: Ante Pavelić, político croata.

## Arte y literatura
- 6 de enero: Ana María Matute obtiene el premio Nadal por su novela Primera memoria.
- 23 de marzo: Günter Grass publica la novela El tambor de hojalata.
- René Goscinny y Albert Uderzo publican Asterix el galo.
- Carlos Fuentes publica su novela Las buenas conciencias.
- Julio Cortázar publica Las armas secretas.
- Robert A. Heinlein publica Tropas del espacio.
- En la India se publica por primera vez el Vaimanika-shastra (escritura acerca de las naves voladoras vimana), compuesto entre 1919 y 1923 por el médium Subbaraya Shastri (1866-1941), quien lo presenta como un «texto antiquísimo escrito por el sabio Bharadwash».
- Robert Bloch: Psycho.
- Ray Bradbury: Remedio para melancólicos.
- William Burroughs: El almuerzo desnudo.
- Agatha Christie: Un gato en el palomar.
- William Faulkner: La mansión.
- Ian Fleming: Goldfinger.
- Vasili Grossman: Vida y destino (escrito).
- Naguib Mahfuz: Hijos de nuestro barrio.
- Mary Shelley: Mathilda (escrita en 1819–1820).
- Kurt Vonnegut: Las sirenas de Titán.
- Jean Anouilh: Becket.
- Jean-Paul Sartre: Los secuestrados de Altona.
- Tennessee Williams: Dulce pájaro de juventud.

## Ciencia y tecnología
- 17 de febrero: Estados Unidos lanza el satélite Vanguard 2, que realizará misiones de observación meteorológica.
- 12 de septiembre: la Unión Soviética lanza la Luna 2, segunda nave espacial del programa Luna y primera sonda en llegar a la superficie lunar.
- 4 de octubre: la Unión Soviética lanza la sonda lunar Luna 3.
- Comercialización del DIU (anticonceptivo intrauterino).

## Cine
- 29 de enero: La bella durmiente de Clyde Geronimi.
- 13 de febrero: se estrena la película española ¿Dónde vas, Alfonso XII?, dirigida por Luis César Amadori, e interpretada por Paquita Rico y Vicente Parra.
- Con faldas y a lo loco, obra maestra de la comedia de Billy Wilder, protagonizada por Jack Lemmon, Tony Curtis y Marilyn Monroe.
- Les Quatre Cents Coups de Francois Truffaut (Francia).
- The Diary of Anne Frank (El diario de Ana Frank), de George Stevens.

### Festivales de cine
- 12ª edición del Festival Internacional de Cine de Cannes celebrada entre el 30 de abril al 15 de mayo de 1959.
  - Palma de Oro a la mejor película Orfeo negro de Marcel Camus.

- 9ª edición del Festival Internacional de Cine de Berlín celebrada del 26 de junio al 7 de julio de 1959.
  - Oso de Oro a la mejor película Los primos de Claude Chabrol.

- 7ª edición del Festival Internacional de Cine de San Sebastián celebrada del 11 y el 20 de julio de 1959.
  - Concha de Oro a la mejor película Historia de una monja, de Fred Zinnemann.

- 20ª edición del Festival Internacional de Cine de Venecia, Mostra de Venecia se celebró del 23 de agosto al 6 de septiembre de 1959.
  - León de Oro a la mejor película El general de la Rovere de Roberto Rossellini.

- 2ª edición del Festival Internacional de Cine de Mar del Plata.
  - Gran Premio del Jurado a la mejor película Fresas salvajes, de Ingmar Bergman.

## Deporte

### Baloncesto
- Del 16 al 31 de enero de 1959 se celebra el III Campeonato Mundial de Baloncesto Masculino en Chile:

  Brasil
  Estados Unidos.
  Chile.
- Del 10 al 18 de octubre de 1959 se celebra el III Campeonato Mundial de Baloncesto Femenino en Moscú (URSS):

  URSS
  Bulgaria.
  Checoslovaquia.

### Béisbol
- Liga de Béisbol Profesional de la República Dominicana: los Tigres del Licey se proclaman campeones al derrotar a los Leones del Escogido.

### Fórmula 1
- Jack Brabham se consagra campeón del mundo de Fórmula 1.

### Fútbol
- Primera División de Argentina: San Lorenzo de Almagro campeón (3.er Título profesional).
- Primera división chilena: Universidad de Chile se consagra campeón por segunda vez.
- Campeonato Peruano de Fútbol: Universitario de Deportes se corona campeón por octava vez.
- Fútbol Profesional Colombiano: Millonarios (5.ª vez).
- 16 de noviembre: en Trujillo (Perú) se crea el Club Social y Deportivo Carlos A. Mannucci.

### Gimnasia artística
- III Campeonato Europeo de Gimnasia Artística, celebrado en Cracovia (Polonia) el evento femenino, y en Copenhague (Dinamarca) el evento masculino.

País ganador del medallero:  Unión Soviética

### Hockey sobre patines
- Del 16 al 23 de mayo se celebra el XXIV Campeonato Europeo de Hockey sobre patines masculino en Ginebra (Suiza).

Medallero:
  Portugal
  España.
  Italia.
- El VII Campeonato Sudamericano de Hockey sobre Patines masculino se celebra en Montevideo(Uruguay).
  - Selección Ganadora:   Argentina.

### Juegos Mediterráneos
- Del 11 al 23 de octubre se celebran los III Juegos Mediterráneos en la Beirut (Líbano):
  - País campeón en el medallero  Francia.

### Juegos Panamericanos
- Del 27 de agosto al 7 de septiembre se celebran los III Juegos Panamericanos en Chicago, Estados Unidos.
- País campeón en el medallero  Estados Unidos.

### Universiada
- Del 27 de agosto al 7 de septiembre se celebra la I Universiada en la ciudad italiana de Turín.

País ganador del medallero:  Italia.

## Música
- Chuck Berry: Chuck Berry Is on Los
- Cri-Cri: Los amigos de Cri-Cri.
- Miles Davis: Kind of blue.
- Nat King Cole: A mis amigos.
- Neil Sedaka: Oh! Carol.
- Paul Anka: Put your head on my shoulder.
- Roberto Carlos: Joao ê Maria / Fora do Tom.
- Ray Charles lanza su sencillo What'd I say, el cual fue un éxito en el Hot R&B/Hip-Hop Songs y significativa en el género R&B.
- Gibson Guitar Corporation lanza al mercado la popular guitarra eléctrica Gibson Les Paul.
- Frank Sinatra: "Come Dance with Me!". «Álbum publicado el 5 de enero por el sello discográfico Capitol Records». "No One Cares". «Álbum publicado el 20 de julio por el sello discográfico Capitol Records».

### Festivales
- El 11 de marzo se celebra la IV edición del Festival de la Canción de Eurovisión en Cannes  Francia.
  - Ganador/a: La cantante Teddy Scholten con la canción «Een beetje» representando a Países Bajos .

## Premios Nobel
- Física: Emilio Gino Segrè, Owen Chamberlain.[10]
- Química: Jaroslav Heyrovsky.[10]
- Medicina: Severo Ochoa, Arthur Kornberg.[10]
- Literatura: Salvatore Quasimodo.[10]
- Paz: Philip Noel-Baker.[10]